# معيصرة (الهرمل)
المعيصرة، هي قرية لبنانية من قرى قضاء الهرمل في محافظة بعلبك الهرمل. 
- عائلات بلدة المعيصرة:  بلوط لقيس الهبش
- مختار البلدة علي بلوط